# Шер, Александр Яковлевич
Александр Яковлевич Шер (1 февраля 1897 — 29 октября 1981) — советский востоковед, китаевед, специалист в области китайской письменности, переводчик.
Являлся младшим научным сотрудником Института Востоковедения АН СССР

## Биография
Родился в 1897 в семье зажиточных евреев мещан в Иркутске. Отец — Яков Шлеймович (Соломонович) Шер (1864 г. р.), мать — Ита Борисовна Шер. Имел 2 сестры: Серафиму и Лию.
Учился с 1922 по 1926 в Московском институте востоковедения на экономическом и дипломатическом отделениях.
С 1926 по 1931 работал в ОГПУ.
В 1938 году был репрессирован.
5 января 1940 года был реабилитирован за недоказанностью предъявленного ему обвинения.

## Деятельность
Работал в Отделе языков народов Азии и Африки Института востоковедения АН СССР в 1967—1977 гг., также известен прежде всего своими трудами по проблемам китайской письменности.
Работал над третьим и четвёртым томами «Большого китайско-русского словаря» (БКРС) Ильи Михайловича Ошанина.
Переводил китайские фильмы.
Главная работа Александра Шера помимо научных статей является монография «Что нужно знать о китайской письменности», ответственным редактором которой был М. В. Солнцев, он же написал предисловие. В ней А. Я. Шер выделяет «ключевые знаки» и «краевые графемы». «Ключевой знак (простой иероглиф), являясь составной частью сложного иероглифа, выступает в роли смыслового показателя, указывая, к какой сфере относится слово, записываемое данным иероглифом». Краевые графемы это ключевые знаки, «которые являются основными смысловыми показателями»
Модель, предложенная А. Я. Шером, восходит к китайской традиции выделения «ключей» в лексикографическом и таксономическом аспектах и понятийной пары — «семантический определитель» и «фонетический определитель» (ключ и фонетик), используемых при анализе знаков фоноидеографического типа. При этом списки элементов могут включать в себя как простые логограммы (иероглифы), так и составляющие знак семантические компоненты.
А. Я. Шер выделил 214 существующих в настоящее время ключевых знаков, из которых 47 не являются самостоятельными знаками и используются только как элементы сложных иероглифов. Ключевые знаки являются, в основном, смысловыми показателями, они рассматриваются, скорее, с лексикографической позиции. То есть между двумя частями сложного иероглифа возникают как формальные, так и семантические отношения.

### Труды
- Что нужно знать о китайской письменности / Александр Яковлевич Шер. — Москва: Наука, 1968. — 213 с. — На рус. яз.

## Семья
Отец — Яков Соломонович Шер (1864 — ?)
Мать — Ита Борисовна Шер (1869 — ?) — кустарь, занималась выработкой фруктовых вод
Сестры — Серафима (1896- ?) и Лия (1901—1976) — медицинский работник и просветитель
Брат — Абрам (1897 — ?) — участник Первой Мировой войны и белого движения. 1919 — в офицерской роте Иркутской военно-инструкторской
школы